# Pietro Dutto
Pietro Dutto (* 18. Februar 1989 in Cuneo) ist ein ehemaliger italienischer Biathlet und heutiger Biathlontrainer.

## Karriere
Pietro Dutto lebt in Cueno und studierte an der Universität Turin. Er startete für Gruppo Sportivo Fiamme Oro, gehört seit 2008 dem Nationalkader Italiens an und bestritt 2007 seine ersten internationalen Rennen im Rahmen des Europa-Cups der Junioren. Erstes Großereignis wurden die Biathlon-Juniorenweltmeisterschaften 2008 in Ruhpolding, wo er 17. des Einzels, 14. des Sprints, Elfter der Verfolgung und mit Lukas Hofer und Dominik Windisch Dritter im Staffelrennen wurde. Weniger Erfolgreich verliefen die Junioren-Rennen bei den Biathlon-Europameisterschaften 2008 in Nové Město na Moravě, bei denen Dutto 45. des Einzels, 33. des Sprints und 12. mit der Staffel wurde. Im weiteren Saisonverlauf startete er auch bei den Skiroller-Junioren-Rennen der Sommerbiathlon-Weltmeisterschaften 2008 in der Haute-Maurienne und wurde 21. des Sprints und 25. der Verfolgung. Im Jahr darauf folgten die Biathlon-Juniorenweltmeisterschaften 2009 in Canmore, bei denen Dutto 14. des Einzels, 35. des Sprints und 25. des Verfolgungsrennens wurde. Letztes Großereignis bei den Junioren wurden die Sommerbiathlon-Weltmeisterschaften 2010 in Torsby. In Schweden kam der Italiener auf den 35. Platz im Einzel, wurde 29. im Sprint, 27. der Verfolgung und Zehnter im Staffelrennen.
Ab dem Ende der Saison 2009/10 startete Dutto im IBU-Cup. Sein erstes Rennen bestritt er in Martell und gewann als Elfter eines Sprints nicht nur sofort Punkte, sondern verpasste auch nur um einen Platz seine erste Top-Ten-Platzierung. In der folgenden Saison 2010/11 erreichte er in Obertilliach in einem Sprint als Sechster seine erste Platzierung unter den besten Zehn. Zum Saisonfinale erreichte er in Annecy im Einzel hinter Ivan Joller und Roman Pryma als Dritter eine erste Platzierung auf dem Podium und verbesserte diese einen Tag später als Zweiter hinter Florian Graf noch um einen Rang. In der Gesamtwertung der Wettkampfserie wurde er 22. Erstes Großereignis im Leistungsbereich wurden die Biathlon-Europameisterschaften 2011 in Ridnaun. Dutto wurde 26. des Einzels, 18. des Sprints, 15. der Verfolgung und mit Daniel Taschler, Dominik Windisch und Rudy Zini als Schlussläufer der Staffel Siebter. Im weiteren Verlauf des Jahres startete er bei den Sommerbiathlon-Europameisterschaften 2011 in Martell und belegte dort den achten Rang im Sprint und verpasste im darauf basierenden Verfolgungsrennen als Viertplatzierter nur um einen Rang eine Medaille. Erstes Winter-Großereignis bei den Männern wurden die Biathlon-Europameisterschaften 2012 in Osrblie. Dutto wurde 19. des Einzels, 42. des Sprints, 36. der Verfolgung und mit Mirco Doddi, Michael Galassi und Riccardo Romani Zehnter im Staffelrennen. Zum Auftakt der Saison 2012/13 bestritt der Italiener seine ersten Rennen im Biathlon-Weltcup. In Östersund verpasste er im ersten Saisonrennen, einem Einzel, als 42. knapp den Gewinn erster Weltcuppunkte. Diese gewann er im folgenden Sprintrennen als 39.
National gewann Dutto bei den Italienischen Meisterschaften 2011 in Forni Avoltri mit Silber im Sprint und Bronze im Massenstartrennen seine ersten Medaillen bei den Männern, nachdem er im Vorjahr bei den Junioren in Sprint und Verfolgung jeweils Bronze gewann.

## Trainerlaufbahn
Pietro Dutto schlug nach seinem Karriereende eine Trainerlaufbahn ein. Seit 2020 betreut er gemeinsam mit Samantha Plafoni die italienische Männer-Juniorenmannschaft.

## Biathlon-Weltcup-Platzierungen
Die Tabelle zeigt alle Platzierungen (je nach Austragungsjahr einschließlich Olympische Spiele und Weltmeisterschaften).
- 1.–3. Platz: Anzahl der Podiumsplatzierungen
- Top 10: Anzahl der Platzierungen unter den ersten zehn (einschließlich Podium)
- Punkteränge: Anzahl der Platzierungen innerhalb der Punkteränge (einschließlich Podium und Top 10)
- Starts: Anzahl gelaufener Rennen in der jeweiligen Disziplin
- Staffel: inklusive Mixed- und Single-Mixed-Staffeln

| Platzierung              | Einzel | Sprint | Verfolgung | Massenstart | Staffel | Gesamt |
| ------------------------ | ------ | ------ | ---------- | ----------- | ------- | ------ |
| 1. Platz                 |        |        |            |             |         |        |
| 2. Platz                 |        |        |            |             |         |        |
| 3. Platz                 |        |        |            |             |         |        |
| Top 10                   |        |        |            |             | 2       | 2      |
| Punkteränge              |        | 1      |            |             | 4       | 5      |
| Starts                   | 4      | 11     | 3          |             | 4       | 22     |
| Stand: 31. Dezember 2021 |        |        |            |             |         |        |